# Llanddewi Brefi
Llanddewi Brefi es una localidad situada en el condado de Ceredigion, en Gales (Reino Unido). Según el censo de 2011, tiene una población de 640 habitantes.
Está ubicada al oeste de Gales, a poca distancia de la costa de la bahía de Cardigan, mar de Irlanda.